# Madonna del Voto

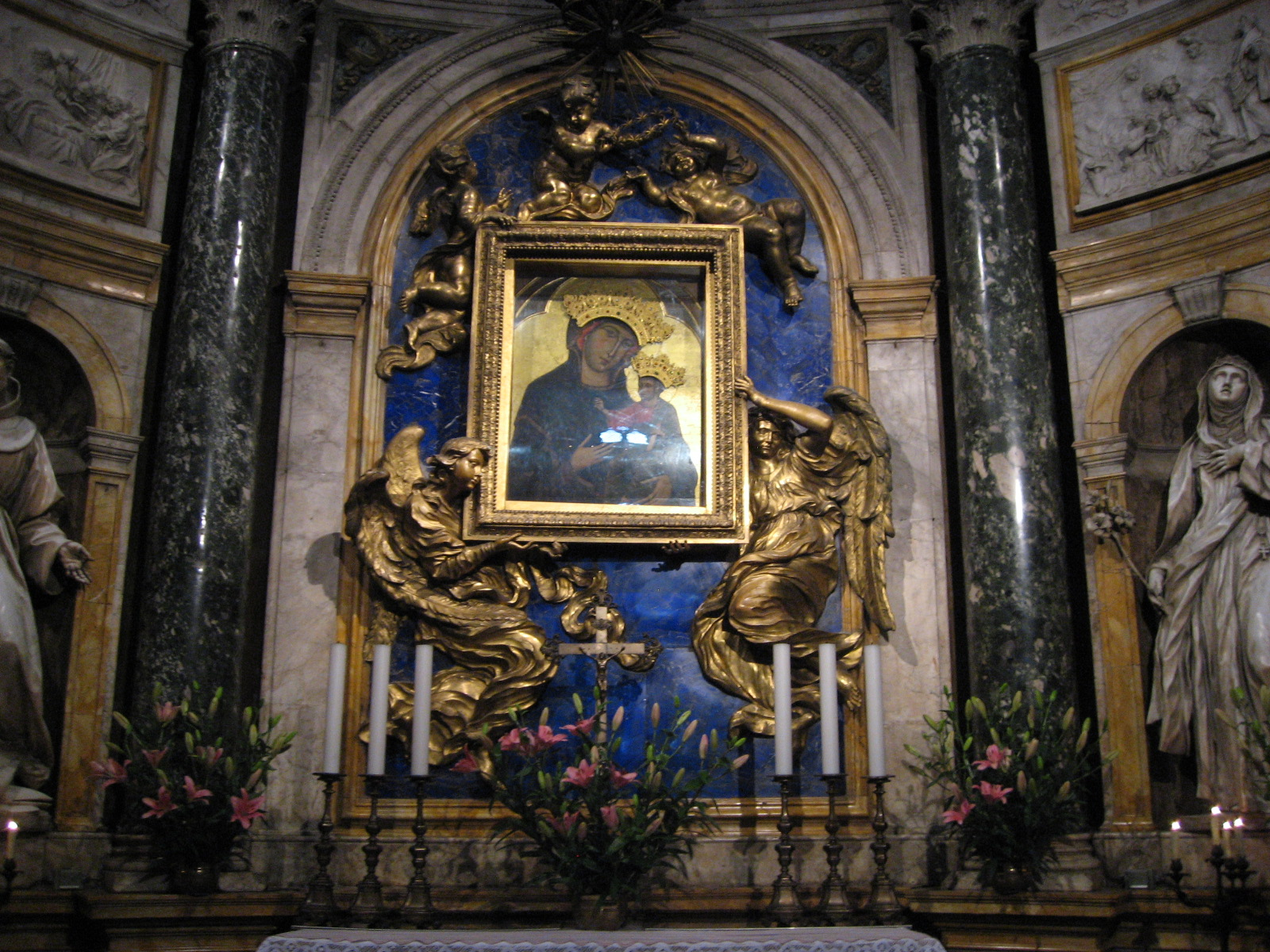
L'opera nella cappella Chigi

La Madonna del Voto è un dipinto a tempera e oro su tavola (122x70 cm) di Dietisalvi di Speme, databile al 1267 circa e conservato nel Duomo di Siena. 

## Storia
I Senesi dedicarono un nuovo altare alla Madonna in Duomo dopo la vittoria nella battaglia di Montaperti (1260). Nel 1262 ne fu promossa la fondazione, nella terza campata della navata sinistra, e nel 1267 si arrivava all'approvazione finale e verosimilmente alla realizzazione dell'opera, che doveva far parte di un insieme più grande. L'opera in sé non è comunque documentata nel luogo attuale prima del 1420, quando venne elevata sull'altare di San Bonifacio. 
Nel Trecento la sua fama di opera miracolosa le valse l'appellativo di "Madonna delle Grazie" e nell'anno 1400 Francesco e Andrea Vanni l'arricchirono di una predella con al centro lo Sposalizio della Vergine e almeno una Storia di san Bonifacio, santo che doveva comparire a lato di Maria, tra gli scomparti dell'ipotetico polittico. 
Nel corso del XV secolo l'usanza di offrirle ex-voto tondeggianti che le erano appesi intorno le valsero il nome di Madonna dagli occhi grossi, da non confondere con un'altra opera pure in Duomo del Maestro di Tressa (oggi al Museo dell'Opera della Metropolitana). 
Nel 1455 fu autorizzato di segare via le parti laterali e la predella per portare l'immagine in processione e inserirla in un tabernacolo marmoreo nella cappella dell Madonna costruita nel 1447. Solo dal 1630, per ringraziamento per la fine della peste, l'immagine iniziò ad essere nota come "Madonna del Voto". Nel 1659 la cappella fu distrutta e la Madonna collocata alla parete, ma solo fino al 1662, quando trovò una collocazione più degna e definitiva nella cappella intitolata all'Immacolata, commissionata da papa Alessandro VII Chigi nel 1660 e rimasta in patronato alla nobile famiglia Chigi fino alla fine del Novecento. L'immagine della Madonna del Voto è considerata la principale e più venerata icona mariana della Città e dell'Arcidiocesi di Siena; ad essa è tributato il titolo di Advocata Senensium.
Dal punto di vista critico, l'opera non ha goduto di particolare attenzione finché Garrison, notandone il buono stato conservatiovo libero da ridipinture, non la pubblicò nel 1949. Stubblebine, nel 1964, la datò agli anni ottanta del Duecento, riferendola a Guido da Siena. La confusione con la Madonna dagli occhi grossi del Maestro di Tressa fu chiarita solo nel 2003.
Fu poi Luciano Bellosi, nel 1991, a riferire l'opera a Dietisalvi di Speme, artista messo a fuoco proprio nei suoi studi come caposcuola della scuola senese del Duecento. 
Appaiono remote le ipotesi che l'opera potesse essere stata sull'altare maggiore prima della Maestà di Duccio, o che fosse al centro delle tavolette del Dossale di Badia Ardenga (costituendo un unicuum difficilmente spiegabile).

## Descrizione e stile
La Madonna è di tipo hodigitria, indicante il Bambino che benedice. 
Lo stile mostra un allontanamento, rispetto dalla Madonna di San Bernardino e la Madonna Galli-Dunn, dalle influenze di Coppo di Marcovaldo, avvicinandosi piuttosto alle ricerche del pisano Gilio di Pietro. Lo si vede nella linea d'ombra pressoché ininterrotta dall'angolo interno dell'occhio sinistro fino al labbro superiore, oppure nel bordo rigido e metallico della cuffia sotto il velo. 
Il Bambino, un piccolo filosofo con tanto di rotolo, non ha più i capelli ricci, ma a codinzoli. Nel volto malinconico di Maria sono state colte alcune prime influenze di Cimabue in territorio senese. 